# Бертрада од Монфорта
Бертрада од Монфорта (око 1070 — 14. фебруар 1117) била је француска племкиња, познатија као краљица Француске, односно друга супруга краља Филипа I те предмет једног од највећих скандала на дворовима средњовековне Европе.

## Биографија
Родила се као ћерка француског феудалца Симона I де Монтфорта и грофице Агнесе од Евруxа. Средњовековни хроничари наводе да је била изузетно лепа, али да јој је то била једина позитивна особина, очигледно алудирајући на њену склоност промискуитету или заводничкој манипулацији. Као њена прва жртва се наводи похотни гроф Фулк ΙV од Анжуја који се 1089. оженио њом као својом четвртом по реду супругом. Она му је родила сина Фулка који ће касније постати краљ Јерусалима.
Врло брзо након тога је завела краља Филипа, који је у то време био ожењен Бертом од Холандије, мајком његово петоро деце. Године 1092. је побегла с мужевог двора и преселила се код Филипа који је сместа „отпустио“ Берту и венчао се за Бертраду. Двострука бигамија на француском престолу је изазвала саблазан код представника Католичке цркве; када је бискуп Иво од Шартра, угледни канонски правник, одбио дати сагласност за брак, накратко је притворен. Године 1095. су и Филип и Бертрада екскомуницирани од стране папе Урбана II. Без обзира на све то, с бившим мужем је остала у добрим односима и захваљујући њеном посредовању су Филип и Фулк постали добри пријатељи.
Бертраде је Филипу родила троје деце. Хроничар Олдерик наводи како је ради њих покушала уклонити свог посинка и француског престонаследника Луја, па чак предлагала енглеском краљу Хенрију I да га у прикладном тренутку ухапси. Након Филипове смрти 1108. повукла се у опатију Фонтенвруд.

## Породично стабло
|  |                         |  |  |  |  |  |  |  |  |  |  |  |  |  |  |  |
|  | 4. Amaury I de Montfort |  |  |  |  |  |  |  |  |  |  |  |  |  |  |  |
|  |                         |  |  |  |  |  |  |  |  |  |  |  |  |  |  |  |
|  |                         |  |  |  |  |  |  |  |  |  |  |  |  |  |  |  |
|  | 2. Симон I Монфорт      |  |  |  |  |  |  |  |  |  |  |  |  |  |  |  |
|  |                         |  |  |  |  |  |  |  |  |  |  |  |  |  |  |  |
|  |                         |  |  |  |  |  |  |  |  |  |  |  |  |  |  |  |
|  | 5. Bertrade de Gometz   |  |  |  |  |  |  |  |  |  |  |  |  |  |  |  |
|  |                         |  |  |  |  |  |  |  |  |  |  |  |  |  |  |  |
|  |                         |  |  |  |  |  |  |  |  |  |  |  |  |  |  |  |
|  | 1. Бертрада од Монфорта |  |  |  |  |  |  |  |  |  |  |  |  |  |  |  |
|  |                         |  |  |  |  |  |  |  |  |  |  |  |  |  |  |  |
|  |                         |  |  |  |  |  |  |  |  |  |  |  |  |  |  |  |
|  | 3. Агнеса од Евруха     |  |  |  |  |  |  |  |  |  |  |  |  |  |  |  |
|  |                         |  |  |  |  |  |  |  |  |  |  |  |  |  |  |  |
|  |                         |  |  |  |  |  |  |  |  |  |  |  |  |  |  |  |